# Ritual
Ritual (iz latinskog ritualis = "u vezi obreda") slijed je aktivnosti koje obuhvaćaju geste, riječi, radnje ili predmete, a izvode se na odvojenom mjestu i prema zadanom slijedu. Rituali mogu biti propisani tradicijom zajednice, uključujući i vjersku zajednicu. Rituale karakteriziraju, ali nisu definirani, formalizmom, tradicionalizmom, nepromjenjivošću, vladavinom pravila, sakralnom simbolikom i izvedbom.
Rituali su obilježje svih poznatih ljudskih društava. Oni obuhvaćaju ne samo bogoslužne obrede i sakramenta organiziranih religija i kultova, već i obrede inicijacije, pomirenje i pročišćavanje obredima, zakletve vjernosti, predanost svečanosti, krunidbu i predsjedničke inauguracije, vjenčanih, sprovoda i ostalog. Čak se i uobičajene radnje poput rukovanja i pozdravljanja mogu nazvati ritualima.
Područje ritualnih studija vidjelo je niz oprečnih definicija pojma. Kyriakidis navodi da je ritual autsajderska ili "etska" kategorija za određenu aktivnost (ili skup radnji) koja se autsajderu čini iracionalnom, nesklonom ili nelogičnom.
U psihologiji se termin ritual ponekad koristi u tehničkom smislu za ponavljajuće ponašanje koje sustavno rabi osoba za neutraliziranje ili sprečavanje anksioznosti; to može biti simptom opsesivno-kompulzivnog poremećaja, ali opsesivno-kompulzivno ritualno ponašanje obično su izolirane aktivnosti.